# Brylcreem

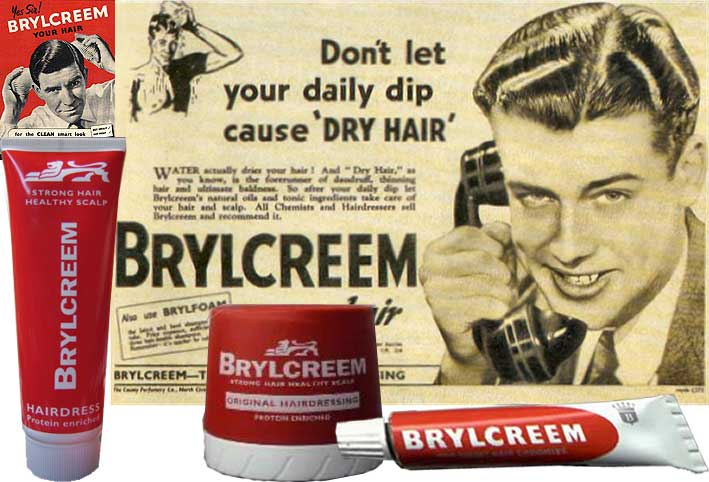
Oude Brylcreem-reclame

Brylcreem is een haarpommade bedoeld voor mannen. Het product werd in 1928 ontwikkeld door County Chemicals in Birmingham, Engeland.
Brylcreem wordt gebruikt om het haar in model te brengen en een mooie glans te geven. Later zijn er andere stylingproducten ontwikkeld, zoals haargels of pommades met andere eigenschappen. Het product wordt verkocht in tubes en potten. Brylcreem vormt de basis voor de zogeheten vetkuif.
De jingle suggereert dat het product de dames aantrekt: But watch out, The gals will all pursue ya, They'll love to put their fingers through your hair.